# Старый Курлак
Старый Курла́к — село в Аннинском районе Воронежской области России. Административный центр Новокурлакского сельского поселения. Стоит на реке Курлак. 

## География
Старый Курлак находится в лесостепной зоне. Своей западной стороной село выходит в лес, в котором протекает река Битюг (2 км от Старого Курлака). Около села расположено озеро Чёрное, названное так из за своей глубины. Северная и восточная части села упираются в реку Курлак. Бьют родники (Гальцова 2019), самый известный из них Старокурлакский.
В селе были и остаются улицы с названиями: Барановка, Щенячка, Свисты, Слобода, Романовка, Чепуриновка и др.
- Курлак летом недалеко от Старого Курлака
- Курлак на Чёрном озере
- Затон на Курлаке к западу от Старого Курлака

##### Расстояние
Расстояние от Старого Курлака до районного центра Анна — 15 км, до областного центра Воронеж — 120 км. Ближайшие населенные пункты: Новый Курлак, Кушлев, Моховое, Старая Тойда, Верхняя Тишанка, Бирюч.

##### Климат
умеренно континентальный с довольно жарким летом и холодной зимой. Среднемесячная температура июля +19 °C, января −10 °C. Годовое количество осадков колеблется от 260 до 560 миллиметров.

##### Почвы
мощные чернозёмы

## История

### XVII век

##### Освобождение территории
23 апреля 1699 года Пётр I издает указ о выселении жителей селений, стихийно образовавшихся вдоль реки Битюг. Выселение производилось силами правительственных войск, всего было сожжено 1515 дворов.

##### Основание села
Указом Петра I от 28 ноября 1699 года была основана новая административная единица — Битюцкая дворцовая волость, куда должны были переселиться дворцовые крестьяне из северных уездов России — Костромского, Ярославского и Пошехонского. Административным центром волости стало село Бобровское (позже — город Бобров), в котором находилась приказная изба во главе с управителем дворцовых сёл. Помимо возделывания государственной пашни для обеспечения продовольствием армии, поставки «для дворцового обихода» рыбы, птицы, других продуктов, дворцовые крестьяне работали на заготовке леса для кораблестроения, несли гарнизонную службу, обслуживали ямскую и почтовую гоньбу, выполняли и другие обязанности.

### XVIII век

##### Заселение дворцовыми крестьянами
Село Старый Курлак основано прибывшими в Битюцкую дворцовую волость по указу Петра I дворцовыми крестьянами в 1701 году и получило своё название по одноимённой речке Курлак. Первоначально село называлось Курлацкая слобода (которая, возможно, была основана на месте ранее возникшего и позже разрушенного поселения, так существуют источники, указывающие на основание Курлацкой слободы в 1659 году).
Когда в середине XVIII века на противоположном берегу реки Курлак расселились очередные поселенцы, посёлок Курлацкий получил название Старый Курлак, а новое селение — Новый Курлак. Основным занятием переселённых крестьян было земледелие, выращивали рожь, овёс, ячмень, просо; также разводили скот, занимались огородничеством. С момента основания в селе поселились кроме переведённых дворцовых крестьян и однодворцы — потомки служилых людей.

##### Битва между царскими войсками и казаками
Около Старого Курлака на переправе реки Курлак 28 апреля 1708 года произошла битва между царскими войсками и казаками Кондратия Булавина. Мятежники были разбиты, в плен взято 143 человека. Битва на реке Курлак стала поворотным моментом Булавинского восстания, так как после неё поддержка мятежников казаками значительно снизилась.

##### Первая ревизская перепись населения
По первой ревизской переписи 1721 года в Битюцкой дворцовой волости значился 21 населенный пункт, где проживало 1295 государственных крестьян, 853 однодворца, 105 монастырских, 252 крестьянина, работающих по найму, и 179 человек нищих. В общей сложности по Битюгу обитало 2955 человек.
В 1705 году в Старом Курлаке строится деревянная церковь — Димитровская церковь (во имя Святого Великомученика Дмитрия Солунского), которая была перестроена заново в 1838 году, так как уже не могла вмещать всех прихожан. В советские времена церковь была закрыта и превращена в склад зерна, а в конце 50-х годов XX века церковное здание было снесено. Наряду с традиционной церковью в селе существовала и старообрядческая. По ревизии 1763 года в селе было 429 ревизских душ.
С момента ликвидации Битюцкой дворцовой волости и образования в 1779 году Бобровского уезда Старый Курлак вплоть до первой четверти XX века входит в состав названной административной единицы Воронежской губернии.

##### Первые владельцы
В 1797 году некоторые земли с крестьянами в Бобровском уезде (в том числе и село Старый Курлак) были пожалованы императором Павлом I графу А. А. Безбородко. В связи с тем, что Старый Курлак стал крепостным, в 1810 году однодворцы Старого Курлака переселяются на свои земли и основывают село Старый Курлак казённый или 2-й (ныне — Моховое).
После смерти Безбородко (1799) Старый Курлак перешёл к его племяннице графине Лобановой-Ростовской, которая в 1832 году в связи с большими карточными долгами продала это поместье знаменитому дворянскому роду Станкевичей.

### XIX век
В 1859 году в Старом Курлаке было 224 двора и 1803 жителя, существовал небольшой винокуренный завод. По данным 1903 года в селе Старый Курлак Ф. А. Терехов имел мельницу, было 2 чайных и 6 мелких лавок. На 1910 год в селе было 449 дворов и 2891 житель, 27 кустарных предприятий, церковно-приходская школа.
В конце XIX века в Старом Курлаке также получил распространение ткацкий промысел (ткали ковры, скатерти, полотенца).

##### Отмена крепостного права
Отмена крепостного права ознаменовалась самым первым крестьянским выступлением в Воронежской губернии. Бунт охватил Новый Курлак и другие соседние села весной 1861 года. Отказываясь исполнять повинности в пользу помещиков, крестьяне сочинили свой "манифест". Была выслана военная команда, прибыли губернатор Толстой и генерал-майор Мердер. Крестьян подвергли наказанию, а наиболее активные были отданы под суд.
В 1865 году А.В. Станкевич построил в селе школу. В период образования волостей в уездах село Новый Курлак стало волостным центром Новокурлакской волости. К этой волости были приписаны село Бродовое (Луховское), поселок Малый Курлак (Кушелев), села Старый Курлак 1-й и Старый Курлак 2-й (Моховое) и сельцо Хлебородное.
В 80-е годы XIX века здесь открылась больница, где практиковал зять помещика Г.Н. Габричевский. Село росло, и в 1895 году в нем постоянно проживало 2021 человек.

### XX век

##### Бунт
В начале 1902 года в Старом Курлаке уже проживало больше 4000 человек и вопрос землевладения стоял очень остро. 
Конфликт назревал из-за ситуации со спорной территорией рядом с селом, на которой находились поля и лес. Официально земля принадлежала местному помещику А.В. Станкевичу. При этом, эту землю семья Станкевичей приобрела у князя Безбородко примерно за 100 лет до этого. Тем не менее, крестьянам не показали документов, подтверждающих право на землю. Следовательно, курлакские крестьяне считали, что этот лес по праву принадлежал им, так как они основывались на информации, полученной из народной газеты «Сельский вестник» за 1901 год № 17, где было написано, что царь разрешил всем искать землю в продолжение трех лет, трёхлетие это кончается 17 мая 1902 года.
Сам 82-летний помещик Станкевич был уже болен и жил постоянно в Москве. О произошедшем конфликте не знал, а позже осудил действия управляющих своей землей.  
Тем не менее, 26-го февраля местный волостной старшина Иван Абрамов Стеганцов должен был отправиться на встречу с уездным исправником Клокачёвым, прибывшим в имение Станкевича при с. Новый Курлак. Однако, явиться на встречу по урегулированию конфликта Абрамов Стеганцов не смог, потому что крестьяне около 100 человек не выпускали его из волости, угрожая ему, что если он осмелится выйти из волости, то растерзают его. 
В результате ситуация накалилась до предела и для решения конфликта была привлечена полиция. 
Подавление попытки захвата земли помещика вызвало бунт, в котором принимало участие почти все село. Несмотря на это бунт был подавлен.
В результате 27 крестьян были жестоко выпороты. Хотя к тому моменту телесные наказания были уже отменены. Исследователи Алексей Борзаков, Любовь Зарудняя, Сергей Подлесных, Анна Татаринская полагают, что именно жестокость, примененная для подавления бунта, могла привести впоследствии к возникновению партячейки в Старом Курлаке, которая изначально была малочисленной.
Однако, крестьяне достаточно быстро поняли, что новая советская власть не принесет им ничего хорошо. Подтверждением этому стали массовые раскулачивания и репрессии, начавшиеся в селе почти сразу после революции.  

##### Крестьянские объединения
Еще до революции в Курлаке возникли ТОЗы, то есть товарищества по совместной обработке земли. Крестьяне объединялись в группы, вместе было легче решать земледельческие задачи. Общими силами покупали инвентарь. Крестьяне жадные до работы, богатели. 
В 1914 году возникло кредитное товарищество. С 1924 по 1928 год в Курлаках насчитывалось шесть таких товариществ. По существу это был семейный подряд, обычно объединялись родственники, но земля была частная.

##### После революции
Имение помещика Станкевич было образцовым. Однако после революции 1917 года новая власть взялась за перераспределение барского имущества. В основном всё было растащено осенью 1917 года. Когда был созван сход, ничего почти не осталось. На сход официально пригласили управляющего имением Вениамина Новохатского и мелкого торговца Раскина, арендовавшего лес у Станкевича. Им было объявлено, что по новым, советским законам, имение и земля Станкевичей переходят в собственность государства и крестьян.

##### Гражданская война
В 1918 году в селе возникла официальная партячейка. Старый Курлак находился в прифронтовой полосе сражений белых и красных войск. Вместе с установлением новой власти шла кровавая братоубийственная война. Весной 1918 года в Курлак пришла 13 стрелковая дивизия красных. Ею командовал Журилов. Силы белых находились рядом, в селе Тишанка. Их возглавлял Шкуро. Жестокие бои шли под селами Александровкой и Таловой. Убитых в том бою развозили по окрестным селам для захоронения. Похоронили в две братские могилы. Через сорок лет старожилы показали место захоронения краеведам. Могилы уже превратились во впадины. Своими силами жители села поставили здесь обелиск. Ученики Новокурлакской школы до сих пор ухаживают за Братской могилой . Помимо этого, в окрестностях села действовала банда Грача.

##### Новый бунт
Летом 1919 года снова созвали сельский сход. Срок правления председателя сельского совета закончился. Случился бунт. Не могли определиться, кто теперь будет во главе новой власти. Из Боброва был вызван конный отряд в 50 человек. Село встревожилось. Опять собрали сход. Объявили, что наказывать никого не будут, но село теперь должно жить по новым порядкам. 
В 1920 году на территории барской усадьбы было создано отделение совхоза Бобровского «Маслотреста». Это был небольшой свиноводческий совхоз, который занимал оставшиеся постройки при бывшем имении. В Воронежском архиве хранится документ, в котором говорится, что «земля для Новокурлакского совхоза отведена в количестве 150 десятин…». Управляющим совхоза был Василий Федорович Сожигаев.

##### Борьба с религией
В 1924 году комсомольская ячейка разрослась. Настоящую войну комсомольцы повели против религии. Они организовали струнно-духовой оркестр и на религиозных праздниках играли на порогах церковно-приходской школы. Оркестр заглушал колокольный звон. Старушки крестились и выражали недовольство. А молодежь останавливалась и слушала артистов. И вот, в 1924 году сгорела церковь. Говорили, что по неосторожности сторожа. Возможно, что это была спланированная акция против религии на селе, и церковь подожгли специально. Церковь была застрахована, церковный совет должен был получить 16000 рублей из казны. Однако, комсомольцы, под руководством партячейки решили, что деньги эти им нужнее.

##### Коллективизация
С 1929 года крестьяне все больше стали слышать о колхозах. Осенью в Новый Курлак прибыл рабочий – москвич Василий Бирюков. На сельском сходе он рассказывал о колхозе и агитировал крестьян вступить в него. Много было противников. Но нашлись и те, кто поддержал призыв. Коммунисты создали группы по агитации, ходили в каждый двор. Началось повальный загон в колхоз. В 1929 году существовавшие до этого колхозы объединились в колхоз «Чекист» и им. Димитрова. Но были и такие семьи, которые колебались или отказывались вступать в колхоз. Они объявлялись кулаками и подвергались раскулачиванию.

##### Красный террор
В 1930 годы по селу прокатилась волна политического террора. Были раскулачены практически все зажиточные семьи. Работающие предприятия, принадлежащие кулакам, были переданы под управление большевиков, члены семьей кулаков были сосланы или расстреляны, а их дома и хозяйство конфискованы. Вся семья бывшего волостного старшины Стеганцова была репрессирована, как члены семьи кулака. Местные священники Константин Васильевич Тростянский и Дмитрий Аристов также были репрессированы.
В 1975 году в селе в память о погибших в Великой Отечественной войне открыт мемориал.
К 1990 году в колхозе "Путь к коммунизму" насчитывалось 42 трактора, 12 комбайнов, 11 грузовых автомобилей. 

### XXI век

##### Социальные объекты
В настоящее время на территории села расположены следующие социально значимые объекты: школа (МКОУ Новокурлакская СОШ) с пришкольным детским садом (с 2014 года), дом культуры, библиотека с книжным фондом более 6,5 тысяч экземпляров, сельский музей, медпункт, отделение почты (в августе 2018 годы здесь открылось самое первое в районе модульное отделение связи), два магазина товаров повседневного спроса. 

##### Газификация
С 2006 года началась газификация села и к 2020 было газифицировано 98 домовладений.

### Памятники истории
Постановлением Администрации Воронежской области в Список памятников истории, архитектуры и археологии Воронежской области, принятых под государственную охрану внесено несколько памятников, расположенных на территории Старого Курлака: правление конца XIX века постройки (№ 120), школа начальная начала XX века постройки (№ 121), могильник курганный у села Старый Курлак В 1,5 км юго-западнее моста на шоссе Анна — Таловая, 0,8 км км южнее МТФ села Старый Курлак (№ 147), стоянки эпохи бронзы со следующими ориентирами: первая — надпойменная терраса левого берега реки Курлак, 0,35 км восточнее водонапорной башни МТФ, вторая — в пойме, у крутого поворота реки Курлак, 0,9 км северо-западнее моста на шоссе Анна — Таловая; третья — в 1 км северо-восточнее МТФ села, в 0,8 км северо-западнее моста на шоссе Анна — Таловая (№ 148—150), курган у села Старый Курлак на улице Советской села Старый Курлак, в 1 км юго-западнее школы села (№ 151), три стоянки эпохи бронзы у Чёрного озера с ориентирами: первая — на северо-восточном участке мысового выступа левого берега реки Битюг у озера Чёрного, в 2 км юго-западнее СТФ села Старый Курлак, вторая — в 3 км юго-западнее села Старый Курлак, третья — в 2,7 км восточнее села Старый Курлак, 2,5 км юго-восточнее села Новый Курлак (№ 152—154).
Памятники культуры бронзового века принадлежат к так называемой абашевской культуре.

## Население
| 1859 | 1897  | 1926  | 1956  | 2000 | 2005 | 2007 |
| ---- | ----- | ----- | ----- | ---- | ---- | ---- |
| 2493 | ↗3164 | ↗4441 | ↘1249 | ↘580 | ↘523 | ↘474 |
| 2010 |       |       |       |      |      |      |
| ↘361 |       |       |       |      |      |      |

В 1902 году в селе проживало больше 4000 человек. К 1956 году число жителей в селе резко сократилось — составило 1249 человек, а в 1979 году осталось 782 жителя. По данным на 1998 год в Старом Курлаке 266 дворов и 561 житель.

## Генеалогия и происхождение населения
Старый Курлак, основанный в 1701 году дворцовыми крестьянами из северных уездов России, стал местом сосредоточения различных социальных и этнических групп.
Первоначально здесь селились свободные крестьяне и переселенцы, обладавшие личной свободой и собственностью.
До событий XX века население села характеризовалось высоким уровнем благосостояния: здесь жили свободные единоличники, представители зажиточных сельских родов, в том числе потомки переселённой польской шляхты и древнерусской знати.
Фамилии Подлесных и Стеганцовы, распространённые в Старом Курлаке, связываются с выходцами из польской шляхты и потомками древнерусских аристократических родов.
Современные генетические исследования показывают, что среди потомков местных родов действительно есть представители древних европейских династий, таких как Рюриковичи (включая потомков княжеской ветви Святополк-Мирских) и дома Аба — венгерской магнатской семьи XIII–XIV веков.
Разорение этих родов произошло в результате политических катастроф XX века: коллективизации, раскулачивания и репрессий периода советской власти.

## Известные уроженцы
- Попова, Александра Ивановна — Герой Социалистического Труда, рабочая Воронежского экскаваторного завода им. Комминтерна.
- Коновалов, Иван Яковлевич — член Союза художников (1961), заслуженный работник культуры (1980)
- Мария МикляеваМария Микляева — автор книги «История сёл Новокурлакской волости».

## Инфраструктура
- фельдшерско-акушерский пункт
- почтовое отделение (почтовый индекс 396241)

экономика
Развито сельское хозяйство.
В 1955 году объединённый колхоз получил название им. Димитрова. В настоящее время колхоз реорганизован в сельхозартель «Старый Курлак».

## Транспорт
Местная автодорога 20Н-10-1.